# Pacific Chapelon Nord

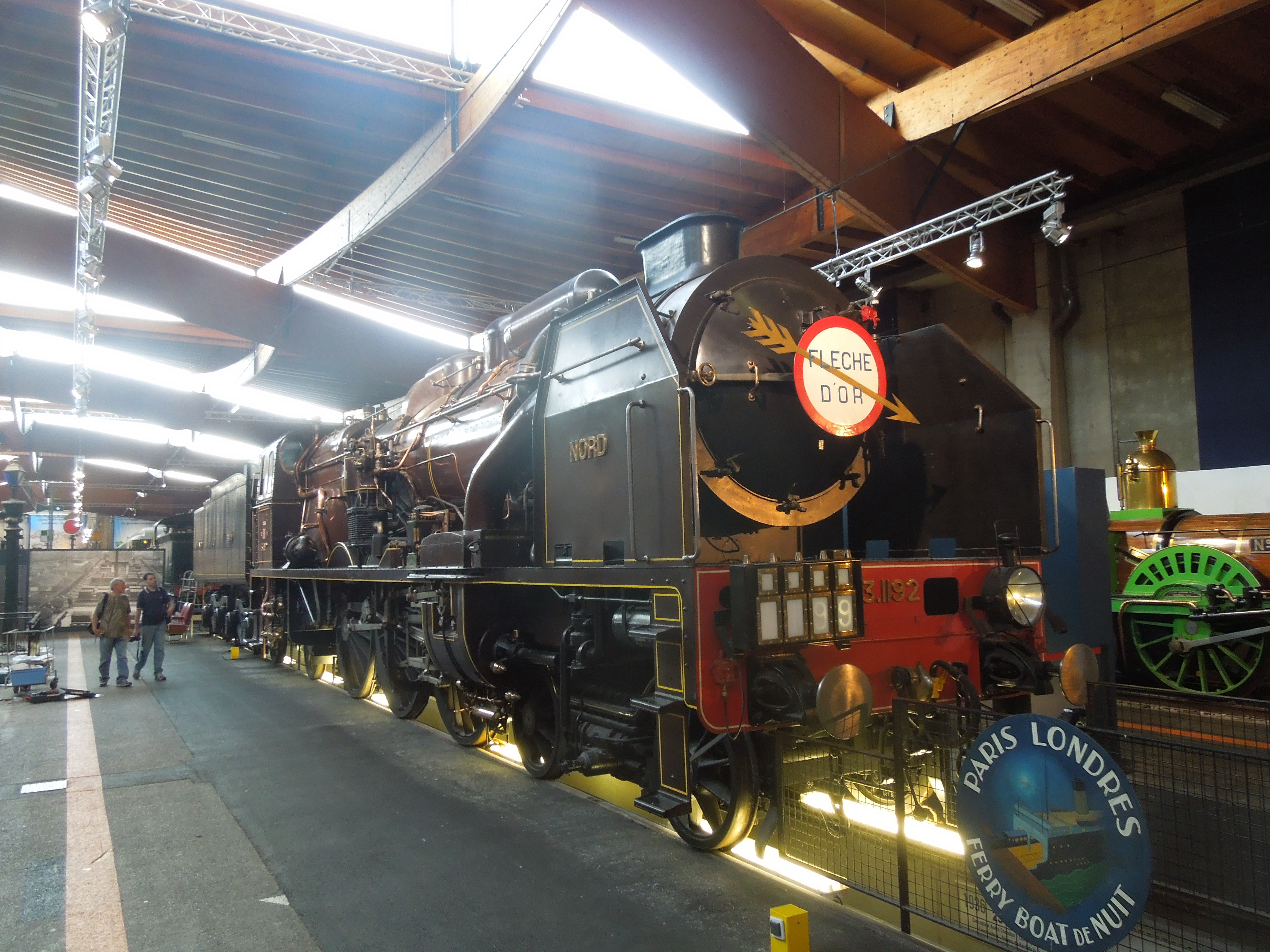
Pacific Chapelon 231 E 22, Cité du train

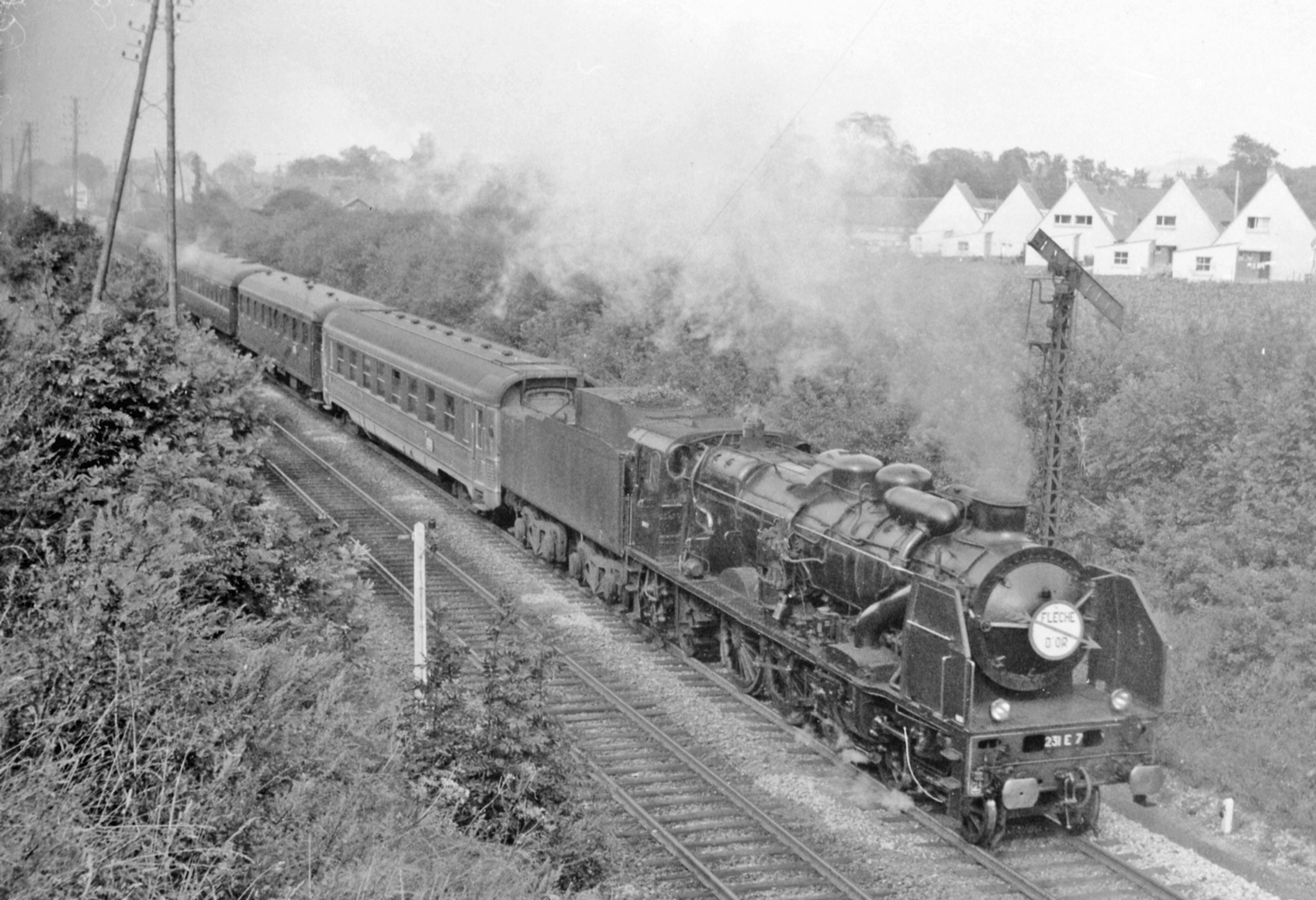
Flèche d'Or in 1963

De Pacific Chapelon Nord is een Franse stoomlocomotief gebouwd tussen 1934 en 1938 door de Compagnie Paris-Orléans. Het gaat om oudere Pacific-locomotieven die werden omgebouwd door ingenieur André Chapelon (1892-1978). De laatste locomotieven werden uit dienst genomen in 1967. Van de oorspronkelijke 48 locomotieven van het type Pacific Chapelon Nord zijn er twee bewaard gebleven.
Basis voor de Pacific Chapelon Nord was de Pacific-locomotief, type 231 gebouwd vanaf 1909. André Chapelon had in 1929 een eerste Pacific-locomotief omgebouwd waarbij het vermogen werd verhoogd van 2.000 naar 3.100 pk en het verbruik van water en steenkool aanzienlijk werd verminderd. Dit wekte de interesse van de Compagnie Paris-Orléans die tussen 1934 en 1938 in haar werkplaats in Tours 48 locomotieven liet ombouwen naar de plannen van Chapelon. Hierbij werd het vermogen nog opgedreven tot 3.400 pk waardoor met treinen van 1000 ton snelheden van meer dan 120 km/u konden worden bereikt. De Compagnie des chemins de fer du Nord nam de locomotieven in dienst op haar netwerk. In 1938 ging deze maatschappij op in de SNCF, die de Pacific Chapelon Nord verder gebruikte. De Pacific Chapelon Nord werd gebruikt voor treinen als de Flèche d'Or en de Étoile du Nord en reden onder andere naar Londen, Brussel en Amsterdam.
In 1961 werd de spoorlijn tussen Parijs en Rijsel geëlektrificeerd en tot 1967 werden de locomotieven ingezet op de spoorlijn Calais-Amiens. Daarna werden ze uit dienst genomen. Van de 48 locomotieven bleven twee exemplaren bewaard in een museale collectie en zij zijn erkend als historisch monument:
- Pacific Chapelon 231 E 22, bewaard in de Cité du train in Mulhouse;
- Pacific Chapelon 231 E 41, bewaard in de Hangar de la loco in Saint-Pierre-des-Corps bij Tours.